# Łukasz Nawotczyński
Łukasz Nawotczyński (ur. 30 marca 1982 w Ciechanowie) – polski piłkarz, grał na pozycji środkowego obrońcy. Występował także na prawej stronie bloku defensywnego. 
Łukasz Nawotczyński rozpoczynał swoją karierę w Ciechanowie. Następnie przeniósł się do Lechii Gdańsk, zaś później trafił do Wisły Kraków. W zespole Białej Gwiazdy nie mógł wywalczyć sobie miejsca w podstawowym składzie dlatego wypożyczany był kolejno do Arki Gdynia, Górnika Polkowice, GKS-u Katowice i Jagiellonii Białystok. Dobre występy w tym ostatnim zespole spowodowały, że latem 2006 roku Nawotczyński został wykupiony przez działaczy tej drużyny na stałe. Pod koniec letniego okienka transferowego 2008 został na pół roku wypożyczony do Korony Kielce. W styczniu 2009 roku za 400 tys. zł przeszedł definitywnie do kieleckiego klubu. Po zakończeniu rundy jesiennej sezonu 2009/2010 nie znalazł uznania w oczach trenera Marcina Sasala i nie został włączony do składu Korony na wiosnę. 20 grudnia 2010 roku rozwiązał kontrakt za porozumieniem stron, natomiast dwa dni później podpisał dwuletnią umowę z Cracovią.
Łukasz Nawotczyński ma za sobą występy w juniorskich i młodzieżowych reprezentacjach Polski. Wraz z drużyną U-16 wystąpił na Mistrzostwach Europy rozegranych w Czechach w których Polacy zajęli drugie miejsce. Z zespołem U-17 grał na Mistrzostwach Świata w Nowej Zelandii. Wystąpił również na wygranym przez Biało-Czerwonych turnieju Mistrzostw Europy U-18 w Finlandii. W 2004 roku zaliczył jeden występ w kadrze B.

## Kariera klubowa

### Wisła Kraków i częste wypożyczenia
Nawotczyński swoją karierę piłkarską rozpoczynał w miejscowym klubie SP 3 Ciechanów. W 1999 roku przeszedł do drugoligowej Lechii Gdańsk. W 2000 roku przeszedł do występującej wówczas w Ekstraklasie Wisły Kraków. O transferze zdecydowała między innymi bardzo dobra postawa Nawotczyńskiego w reprezentacjach młodzieżowych Polski. W drużynie Białej Gwiazdy, a zarazem w najwyższej polskiej klasie rozgrywkowej, zadebiutował 19 sierpnia 2000 roku, kiedy to wystąpił w przegranym 1:2 meczu z Pogonią Szczecin. W Krakowie, z powodu dużej konkurencji w składzie, grał sporadycznie. Zimą Franciszek Smuda zapowiedział, że do końca sezonu nie będzie korzystał z usług Nawotczyńskiego - zdecydowano się więc wypożyczyć zawodnika na czas rundy wiosennej.
Wiosną porozumiał się z Górnikiem Zabrze i z nim rozpoczął przygotowania. Nie został jednak zawodnikiem śląskiego klubu, lecz trafił do Arki, gdzie dostał szansę regularnych występów. Zagrał w jej barwach w 11 meczach ligowych i strzelił 1 bramkę. Rozgrywki 2002/03 Nawotczyński spędził grając głównie w rezerwach Wisły. W kolejnym sezonie Henryk Kasperczak w obliczu kontuzji Arkadiusza Głowackiego i Jacka Paszulewicza odważnie postawił na utalentowanego obrońcę. Nawotczyński nie przekonał jednak sztabu szkoleniowego występami w lidze i eliminacjach LM (dwumecze z Omonią i Anderlechtem). Grał niepewnie, nerwowo, nie ustrzegł się poważnych błędów. Po powrocie kontuzjowanych zawodników znów wylądował w zespole rezerw.
Na początku 2004 roku został wypożyczony do Górnika Polkowice. Zadebiutował w nim 20 marca w spotkaniu z Górnikiem Zabrze. W pierwszych trzech pojedynkach grał głównie w końcówkach, jednak z czasem regularnie pojawiał się w podstawowym składzie. Najczęściej występował na prawej stronie defensywy. 15 maja Nawotczyński w pojedynku z Górnikiem Łęczna strzelił swojego pierwszego gola w Ekstraklasie i tym samym ustalił wynik meczu na 2:0 dla swojego zespołu. Podczas meczu ostatniej kolejki piłkarskiej ekstraklasy pomiędzy Świtem Nowy Dwór Mazowiecki a Górnikiem Polkowice, doznał groźnej kontuzji. Po jednym z ostrych starć musiał opuścić boisko. Obserwując z ławki rezerwowych zmagania kolegów, w pewnym momencie zemdlał i z podejrzeniem wstrząśnienia mózgu został odwieziony do szpitala. Tam stwierdzono, że zawodnikowi nic nie dolega. Następnego dnia przeprowadził badania w Warszawie, po których okazało się, że miał pęknięcia kości jarzmowej i szczękowej. Kilka dni później przeszedł poważną operację. Łącznie w Górniku Polkowice rozegrał dwanaście spotkań.
W rundzie jesiennej sezonu 2004/05 Nawotczyński został ponownie wypożyczony, tym razem do GKS-u Katowice. Zadebiutował w nim w meczu pucharu Polski ze Skalnikiem Gracze. W rewanżowym spotkaniu z tym zespołem strzelił jedynego gola w barwach Gieksy. 4 grudnia wystąpił w przegranym 1:2 pojedynku z Podbeskidziem Bielsko-Biała w którym w 39. minucie został ukarany drugą żółtą a w konsekwencji czerwoną kartką. Łącznie w barwach GKS-u rozegrał jedenaście meczów (sześć w Ekstraklasie i pięć w pucharze Polski).

### Jagiellonia Białystok
W miarę udane występy Nawotczyńskiego w Katowicach sprawiły, że nowy trener Wisły, Werner Liczka, postanowił skorzystać z młodego zawodnika w rundzie wiosennej, co oznaczało skrócenie wypożyczenia. Nawotczyński nie zdołał jednak przekonać do siebie czeskiego szkoleniowca. Po przerwie zimowej pojawił się na treningu z widoczną nadwagą. Później przyplątały się długotrwałe problemy z łydkami. W lutym 2005 roku został wypożyczony na półtora roku do Jagiellonii. W białostockim zespole zadebiutował ostatniego marca w wygranym 3:0 meczu ze Szczakowianką Jaworzno. Do końca sezonu był podstawowym zawodnikiem swojego zespołu i regularnie pojawiał się na boisku od pierwszych minut. Łącznie wystąpił w czternastu pojedynkach. Jego drużyna uplasowała się na szóstym miejscu w tabeli drugiej ligi.
Występy w sezonie 2005/2006 Nawotczyński rozpoczął od meczu z Lechią Gdańsk w którym grał przez pełne 90 minut. Jego dobra gra powodowała, że był podstawowym zawodnikiem Jagiellonii. 15 października wystąpił w wygranym 6:0 ligowym pojedynku z KSZO Ostrowiec. Nawotczyński grał twardo, jednak rzadko karany był żółtymi bądź też czerwonymi kartkami (w sezonie 2005/2006 dostał jedynie cztery). Jego zespół na koniec rozgrywek uplasował się na trzecim miejscu dającym prawo gry w barażach. W nich spotkał się z Arką Gdynia i dwukrotnie okazał się gorszy (Nawotczyński w obydwu spotkaniach grał przez pełne 90minut).
Po skończeniu okresu wypożyczenia Nawotczyński wrócił do Krakowa, jednak nie podjął treningów z Wisłą (trenował indywidualnie). W połowie sierpnia 2006 roku Biała Gwiazda wyraziła zgodę na treningi piłkarza w Białymstoku do momentu zamknięcia okienka transferowego. W jego ostatnim dniu Nawotczyński został definitywnie piłkarzem Jagiellonii. Występy w sezonie 2006/2007 rozpoczął od meczu siódmej kolejki rozgrywek drugiej ligi z ŁKS-em Łomża wygranym przez jego zespół 3:2. Nawotczyński nadal miał pewne miejsce w podstawowym składzie białostockiego klubu, jednak urazy spowodowały, że wystąpił tylko w dwudziestu spotkaniach. Jagiellonia uplasowała się na drugim miejscu w tabeli i wywalczyła awans do Ekstraklasy.
28 lipca 2007 roku Nawotczyński po ponad dwóch i pół roku zagrał ponownie w Ekstraklasie. Wystąpił wówczas w wygranym przez jego drużynę spotkaniu z Polonią Bytom. Nawotczyński nadal miał pewne miejsce w podstawowym składzie, jednak jego gra nie była już tak dobra jak na zapleczu Ekstraklasy. Opuścił zaledwie cztery spotkania, a w 25 grał przez pełne 90 minut. Jego drużyna uplasowała się na czternastym miejscu tabeli, mając przewagę jednego punktu nad strefą spadkową.

### Korona Kielce
15 lipca 2008 roku Nawotczyński został wystawiony przez klub na listę transferową i wkrótce na zasadzie półrocznego wypożyczenia stał się zawodnikiem Korony Kielce. Zadebiutował w niej 7 września w wygranym 1:0 pojedynku ze Zniczem Pruszków. Dość szybko stał się mocnym punktem kieleckiej defensywy. 18 października w spotkaniu z Flotą Świnoujście strzelił swojego pierwszego gola dla Złocisto-krwistych. Mecz zakończył się zwycięstwem Korony 2:0. Jesienią Nawotczyński był jednym z najlepszych zawodników Korony. Spowodowało to, że zarząd klubu wykupił go za 400 tys. zł z Jagiellonii.
Rundę wiosenną Nawotczyński rozpoczął od spotkania z Widzewem Łódź w którym wyszedł w podstawowym składzie. W 90 minucie strzałem głową zdobył gola, który zapewnił Koronie remis 2:2 i cenny punkt. Tydzień później, zagrał bardzo słabo przeciwko Stali Stalowa Wola i na trzy kolejki stracił miejsce w podstawowym składzie. Powrócił w dobrym stylu w rywalizacji z GKS-em Katowice. Nawotczyński wciąż jednak miał problemy z ustabilizowaniem formy i nie był takim wzmocnieniem defensywy jak w rundzie jesiennej. W sezonie 2008/2009 wystąpił łącznie w 24 meczach i strzelił dwa gole. Korona w lidze zajęła trzecie miejsce i uzyskała prawo gry w barażach. W lipcu, dzięki decyzji Komisji ds. Nagłych PZPN bezpośrednio awansowała do Ekstraklasy.
Sezon 2009/2010 Nawotczyński rozpoczął jako podstawowy prawy obrońca. Po dobrym występie przeciwko Polonii Warszawa, słabo zagrał w meczu z Lechem Poznań w którym już w trzeciej minucie strzelił samobója. Ówczesny trener Korony, Marek Motyka nie skreślił go jednak i dał mu szansę w wyjazdowych spotkaniach w Białymstoku i Bytomiu. Korona oba mecze przegrała, zaś Nawotczyński spisywał się poniżej oczekiwań i od tego momentu było mu bardzo ciężko odzyskać miejsce w składzie. Jesienią zagrał zaledwie w sześciu spotkaniach Ekstraklasy. Po zakończeniu rundy został wystawiony przez zarząd klubu na listę transferową. 20 grudnia 2010 roku za porozumieniem stron rozwiązał kontrakt z Koroną.

### Cracovia
Po rozwiązaniu kontraktu z Koroną Nawotczyński przeszedł pomyślnie testy medyczne w Cracovii i 22 grudnia 2010 roku podpisał z nią obowiązującą od 1 stycznia 2011 roku dwuletnią umowę. Latem 2012 rozwiązał kontrakt z klubem za porozumieniem stron.

### Zawisza Bydgoszcz
W grudniu 2012 Nawotczyński rozpoczął treningi z pierwszoligowym klubem Zawisza Bydgoszcz. 9 stycznia podpisał z tym klubem kontrakt. W sezonie 2012/13 rozegrał 12 spotkań i awansował z pierwszego miejsca w I lidze z Zawiszą do ekstraklasy. 2 maja 2014 roku na Stadionie Narodowym w Warszawie w meczu przeciwko Zagłębiu Lubin zdobył wraz z bydgoską drużyną Puchar Polski. W kolejny sezonie 2014/15 Nawotczyński spadł wraz z Zawiszą z Ekstraklasy do I ligi a 29 lutego 2016 roku rozwiązał umowę za porozumieniem stron.

### MKS Ciechanów
W 2016 roku Nawotczyński związał się z IV-ligowym klubem z rodzinnej miejscowości MKS Ciechanów.

## Statystyki
(stan na 20 marca 2016)
| Klub                         | Sezon                 | Liga                  | Liga  | Liga   | Puchary krajowe | Puchary krajowe | Puchary europejskie | Puchary europejskie | Suma  | Suma   |
| Klub                         | Sezon                 | Liga                  | Mecze | Bramki | Mecze           | Bramki          | Mecze               | Bramki              | Mecze | Bramki |
| ---------------------------- | --------------------- | --------------------- | ----- | ------ | --------------- | --------------- | ------------------- | ------------------- | ----- | ------ |
| Wisła Kraków                 | 1999-2000 (w)         | Ekstraklasa           | 0     | 0      | 0               | 0               | –                   | –                   | 0     | 0      |
| Wisła Kraków                 | 2000-2001             | Ekstraklasa           | 3     | 0      | 3               | 0               | 0                   | 0                   | 6     | 0      |
| Wisła Kraków                 | 2001-2002 (j)         | Ekstraklasa           | 3     | 0      | 5               | 0               | 0                   | 0                   | 8     | 0      |
| Arka Gdynia                  | 2001-2002 (w)         | II liga               | 11    | 1      | –               | –               | –                   | –                   | 11    | 1      |
| Wisła Kraków                 | 2002-2003             | Ekstraklasa           | 0     | 0      | 1               | 0               | 0                   | 0                   | 1     | 0      |
| Wisła Kraków                 | 2003-2004 (j)         | Ekstraklasa           | 3     | 0      | 0               | 0               | 4                   | 0                   | 7     | 0      |
| Górnik Polkowice (wyp.)      | 2003-2004 (w)         | Ekstraklasa           | 12    | 0      | –               | –               | –                   | –                   | 12    | 0      |
| GKS Katowice (wyp.)          | 2004-2005 (j)         | Ekstraklasa           | 6     | 0      | 5               | 0               | –                   | –                   | 11    | 0      |
| Jagiellonia Białystok (wyp.) | 2004-2005 (w)         | II liga               | 14    | 0      | –               | –               | –                   | –                   | 14    | 0      |
| Jagiellonia Białystok (wyp.) | 2005-2006             | II liga               | 30    | 0      | 2               | 0               | –                   | –                   | 32    | 0      |
| Jagiellonia Białystok        | 2006-2007             | II liga               | 19    | 0      | 1               | 0               | –                   | –                   | 20    | 0      |
| Jagiellonia Białystok        | 2007-2008             | Ekstraklasa           | 26    | 0      | 4               | 0               | –                   | –                   | 30    | 0      |
| Korona Kielce (wyp.)         | 2008-2009 (j)         | I liga                | 13    | 1      | 1               | 0               | –                   | –                   | 14    | 1      |
| Korona Kielce                | 2008-2009 (w)         | I liga                | 10    | 1      | –               | –               | –                   | –                   | 10    | 1      |
| Korona Kielce                | 2009-2010             | Ekstraklasa           | 6     | 0      | 2               | 0               | –                   | –                   | 8     | 0      |
| Cracovia                     | 2010-2011 (w)         | Ekstraklasa           | 4     | 0      | –               | –               | –                   | –                   | 4     | 0      |
| Cracovia                     | 2011-2012             | Ekstraklasa           | 11    | 0      | –               | –               | –                   | –                   | 11    | 0      |
| Zawisza Bydgoszcz            | 2012-2013 (w)         | I liga                | 12    | 0      | –               | –               | –                   | –                   | 12    | 0      |
| Zawisza Bydgoszcz            | 2013-2014 (w)         | Ekstraklasa           | 12    | 0      | 5               | 0               | –                   | –                   | 17    | 0      |
| Zawisza Bydgoszcz            | 2014-2015             | Ekstraklasa           | 3     | 0      | 0               | 0               | 2                   | 0                   | 5     | 0      |
| Zawisza Bydgoszcz            | 2015-2016 (j)         | I liga                | 14    | 0      | 2               | 0               | –                   | –                   | 16    | 0      |
| Suma                         | Wisła Kraków          | Wisła Kraków          | 9     | 0      | 9               | 0               | 4                   | 0                   | 22    | 0      |
| Suma                         | Jagiellonia Białystok | Jagiellonia Białystok | 89    | 0      | 7               | 0               | –                   | –                   | 96    | 0      |
| Suma                         | Korona Kielce         | Korona Kielce         | 29    | 2      | 3               | 0               | –                   | –                   | 32    | 2      |
| Suma                         | Suma                  | Suma                  | 212   | 3      | 31              | 0               | 6                   | 0                   | 249   | 3      |

## Kariera reprezentacyjna
Nawotczyński grał we wszystkich juniorskich oraz młodzieżowych reprezentacjach kraju. Wraz z drużyną U-16 wystąpił na Mistrzostwach Europy rozegranych w Czechach w których Polacy zajęli drugie miejsce.
Z zespołem U-17 grał na Mistrzostwach Świata w Nowej Zelandii. Wystąpił również na wygranym przez Biało-Czerwonych turnieju Mistrzostw Europy U-18 w Finlandii, gdzie był najskuteczniejszym strzelcem drużyny. 
W 2004 roku Nawotczyński wystąpił w jednym meczu reprezentacji B. 11 października zagrał w wygranym 2:1 meczu w Ahlen z kadrą B Niemiec. Na początku drugiej połowy został zmieniony przez Michała Karwana.

## Sukcesy
Wisła Kraków
- Mistrzostwo Polski (2): 2000/01, 2003/04
- Puchar Polski (2): 2001/02, 2002/03
- Puchar Ligi (1): 2000/01

Zawisza Bydgoszcz
- Puchar Polski (1) : 2013/14
- Mistrzostwo I ligi (1): 2012/13

Reprezentacja Polski U-16
- Wicemistrzostwo Europy U-16 (1): 1999

Reprezentacja Polski U-18
- Mistrzostwo Europy U-18 (1): 2001